# Сердюков Віктор Михайлович
Сердюков Віктор Михайлович (*7 червня 1925 року, Харбін — †7 січня 2002 року, Київ) — український геодезист, фотограмметрист, доктор технічних наук, професор Київського національного університету імені Тараса Шевченка.

## Біографія
Народився 7 червня 1925 року в Харбіні, Манчжурія. Закінчив у 1950 році Московський інститут інженерів геодезії і картографії. У 1963 році геодезичний факультет Московського інституту землеустрою, аспірантуру Київського інженерно-будівельного інституту (КІБІ). Кандидатська дисертація на тему «Аерофотогеодезичні методи інженерних пошуків» захищена у 1962 році. Викладав у 1955—1960 роках у Київському топографічному технікумі. У Київському університеті працює на кафедрі геодезії та картографії з 1976 року професором, з 1980 — завідувачем. Працював у Київському інженерно-будівельному інституті асистентом, доцентом, з 1973 року професором кафедри автоматизації геодезичних вимірювань.

## Нагороди і відзнаки
Учасник бойових дій у Великій Вітчизняній війні. Нагороджений орденами: Великої Вітчизняної війни І ступеня, Слави ІІ та ІІІ ступенів, медаллю «За відвагу». За винахід геодезійного приладу удостоєний Срібної медалі ВДНГ СРСР у 1984 році.

## Наукові праці
Засновник та лідер наукової школи інженерної геодезії та фотограмметрії. Сфера наукових досліджень: застосування аеро- і космозйомки у вишукуванні та проектуванні інженерних споруд, дослідження динаміки зсувів, явищ просідання та інших несприятливих рельєфоутворюючих процесів (інженерна фотограмметрія); розвиток теорії й методики оцінки та технічного контролю якості робіт, вдосконалення геодезичних і фотограмметричних приладів (окремі конструктивні вирішення); проблеми автоматизації в інженерній фотограмметрії; обґрунтування стереофотограмметричних побудов і зйомок та підвищенню їх точності при розв'язанні інженерних задач.
Автор 130 наукових праць, 15 навчальних посібників та монографій. За керівництва Сердюкова розроблено п'ятимовний словник з дистанційного зондування Землі. Науковий керівник ряду наукових розробок. Основні праці:
1. (рос.) Методические указания по фотограмметрической съемке архитектурных памятников. — М., 1977 (в співавторстві).
2. (рос.) Фотограмметрия. — М., 1983.
3. (рос.) Аэрокосмические методы географических исследований. — К., 1987 (в співавторстві).
4. (рос.) Прикладная фотограмметрия. — К., 1993 (в співавторстві).